# Norbert Casteret
 (juin 2017).
Si vous disposez d'ouvrages ou d'articles de référence ou si vous connaissez des sites web de qualité traitant du thème abordé ici, merci de compléter l'article en donnant les références utiles à sa vérifiabilité et en les liant à la section « Notes et références ».

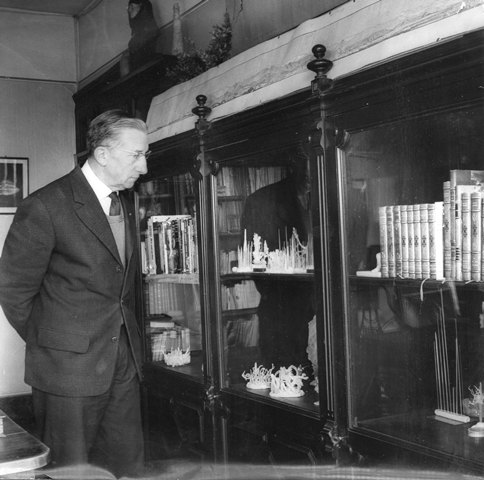
Norbert Casteret en 1969.

Norbert Casteret, né le 19 août 1897 à Saint-Martory (Haute-Garonne) et mort le 20 juillet 1987 à Toulouse (Haute-Garonne), est un spéléologue, pyrénéiste, et écrivain français. Il a exploré de nombreuses grottes dans les Pyrénées, découvrant à plusieurs reprises des peintures pariétales et des vestiges préhistoriques. Il a le premier identifié formellement la source de la Garonne, dans le Val d'Aran. Il a su partager sa passion de la spéléologie auprès du grand public par ses nombreux récits d'exploration et romans thématiques.

## Biographie
Norbert Casteret est né à Saint-Martory, sur les rives de la Garonne. Son père Henry exerce la fonction d'avocat à Toulouse. Norbert a trois frères : Roger, mort à quatre ans, Jean, et Martial qui accompagnera Norbert dans certaines de ses expéditions.
Au cours de la Première Guerre mondiale en 1915, Norbert Casteret s'engage volontairement et rejoint le régiment de son frère Jean, le cinquante-septième d'artillerie. Démobilisé en 1919, il contracte la grippe espagnole. Du conflit, il conservera le casque qu'il utilisera, muni d'une lampe à acétylène, pour ses futures explorations spéléologiques.
En août 1922, il découvre les plus vieilles statues du monde dans la grotte de Montespan après avoir passé un siphon en apnée.
Au retour de la guerre, il commence des études de droit et devient clerc de notaire, métier qu'il abandonnera vite pour se consacrer à sa passion, la spéléologie. Mais la spéléologie n'étant pas un métier rémunérateur, Norbert Casteret doit écrire des livres et donner des conférences.
En 1924, cherchant des fossiles, il rencontre sa future épouse, Élisabeth Martin (née en 1905), fille de docteur qui se destinait à la médecine, mais qui ne poursuivra pas ses études après leur mariage célébré la même année. Plus tard, elle accompagnera Casteret dans nombre de ses explorations (grotte Casteret, recherche dans le massif de la Maladeta de la vraie source de la Garonne, grotte de la Cigalère, gouffre d'Esparros…). Le couple aura cinq enfants : Raoul, Maud, Gilberte, Raymonde, Marie. Élisabeth Casteret meurt le 6 mai 1940 de fièvre puerpérale, quelques jours après la naissance de la benjamine.
Dès novembre 1939, Norbert Casteret est chargé d'une mission secrète par le colonel Fauveau, directeur de la poudrerie nationale de Toulouse, afin de rechercher des cavernes susceptibles d'abriter la production et les stocks considérables de la poudrerie. Après plusieurs entrevues à Saint-Gaudens et à Toulouse et diverses visites de cavernes, la grande grotte de Bédeilhac (Ariège) est retenue comme étant la plus appropriée. En définitive, cette grotte ne fut pas utilisée par la poudrerie mais par l'usine d'aviation Dewoitine, qui y effectua des travaux considérables.
En juin 1940, il est chargé de mission par le service des Poudres qui lui remet trois grands sacs caoutchoutés contenant des documents secrets ne devant pas être détruits et ne devant à aucun  prix tomber aux mains de l'ennemi. Ces documents sont alors cachés au fond du gouffre d'Esparros par Norbert Casteret et son ami Germain Gattet, directeur de l'usine de chlore de Boussens (Haute Garonne). Cette mission confiée par le capitaine Clavié, de Paris, est exécutée dans la nuit du 25 au 26 juin 1940.
Norbert Casteret avait fait sienne la devise et locution latine « Ad augusta per angusta » (« vers de grandes choses par des voies étroites »).
Norbert Casteret meurt à Toulouse le 20 juillet 1987. Il est inhumé aux côtés de son épouse dans le village natal de celle-ci, Auzas.

## Découvertes

### Jeunesse à Saint-Martory
Grand sportif, Norbert Casteret fait du jogging, 70 ans avant que ce sport ne se répande en France. En 1907, il explore en compagnie de ses camarades de classe les cavernes de la falaise de l'Escalère. Il se plait à les baptiser : grotte des Abeilles, grotte des Lézards, grotte des Hiboux, gouffre du Genévrier.
Dès 1910, les grottes de l'Escalère ne suffisent plus au jeune sportif. En fouillant dans le grenier il découvre un ouvrage sur la grotte de Montsaunès se situant à trois kilomètres de Saint-Martory. Dès le lendemain, il pédale en direction de Montsaunès. Une fois entré, découvrant la salle, il se rend compte qu'il arrive  trop tard : la carrière étant en pleine activité, la salle décrite a été escamotée et rabotée. Il se force à ramper dans un couloir surbaissé. Ce qui le galvanise, cependant, c'est que le sol argileux ne présente aucune trace. Le plafond se relève, la progression se poursuit debout. Sur la droite, à ras du sol, un goulet plongeant l'attire. S'agenouillant pour y passer la tête, il entend monter un murmure confus. Après quelques mètres, un gouffre béant le stoppe. Le lendemain, Casteret accompagné de son frère franchit le porche de la grotte en toute hâte, et atteint le goulet d'où monte le bruissement de la rivière. Les deux frères s'y engagent et glissent sur un talus argileux pour patauger jusqu'aux chevilles. Ils explorent cet étage inondé, fascinés par tout ce qu'ils rencontrent : gours (vasques), ossement d'animaux pris dans la glaise, crustacé cavernicole aveugle.

### Découverte de lagrotte de Montespan
Comme chef des Éclaireurs de France, il a déjà pratiqué quelques descentes. En 1922, alors qu'il a quelques années d'expérience spéléologique dans les cavités pyrénéennes, Norbert Casteret s'engage dans la galerie d'une résurgence située au village de Montespan (Haute-Garonne).
Après une soixantaine de mètres la galerie se trouve totalement noyée et devient un siphon. Norbert Casteret se risque à le franchir. Après 5 mètres de siphon, le plafond se relève et il découvre une salle plongée dans le noir absolu. Le lendemain, il revient équipé d'un sac étanche contenant des bougies et des allumettes. Le couloir se poursuit jusqu'à une autre salle donnant sur un siphon. À nouveau, il tente de plonger et une fois de plus il réussit. Après quelques centaines de mètres, la galerie devient goulet impénétrable mais Casteret aperçoit des têtards s'agitant dans l'eau. Ces larves ne s'aventurant pas dans les rivières souterraines, il en conclut que l'entrée du ruisseau dans la colline n'est pas loin. Un an plus tard, Casteret revient en compagnie d'un camarade de Saint-Martory, Henri Godin (né en 1906). Les deux spéléologues ne s'aventurent pas après le deuxième siphon mais explorent une galerie qu'ils ont remarquée quelques mètres avant. Casteret, curieux, gratte le sol avec un galet et découvre une lame en silex. Il se dirige vers la paroi en quête de gravures, mais un bloc le gêne, Casteret le regarde plus attentivement et découvre une statue d'ours d'autant plus étrange que son crane détaché du corps et gisant par terre est un véritable crâne d'ours. Il observe attentivement le corps et remarque un trou au niveau du cou. Il en déduit que la tête devait être attachée grâce à un bâton. Le plancher terreux est bosselé par endroits et ils y découvrent un bouquetin, un bison, deux chevaux. Ils trouvent également deux lions grandeur nature criblés de coups de sagaie. Casteret découvrira plus tard un cheval tracé avec le doigt sur la paroi.
La découverte a un effet retentissant, puisqu'à l'époque seuls étaient connus les deux bisons de la grotte du Tuc d'Audoubert.

### La vraie source de la Garonne
À la fin du XIXe et au début du XXe siècle, l'origine de la Garonne est sujet à polémique. Selon la légende, la résurgence du Guelh de Joèu dans le val d'Aran, principale source de la Garonne, communique avec la perte du trou du Toro, situé dans la haute vallée de l'Esera, dans les Pyrénées espagnoles, en Aragon. Cette thèse combattue par Émile Belloc finit par ne plus être admise, bien qu'Édouard-Alfred Martel conteste la méthodologie de Belloc, basée sur des flotteurs en bois et des colorants en quantité trop faible pour constituer une preuve. Entre 1928 et 1931, après une longue étude du massif des monts Maudits, des bassins versants et des affluents, Norbert Casteret est convaincu de l'hypothèse selon laquelle les eaux du trou du Toro font résurgence dans le val d'Aran et constituent la Garonne naissante.
Une compagnie espagnole souhaitant détourner les eaux du trou du Toro pour créer une usine hydro-électrique, le spéléologue se hâte de prouver l'hypothèse, car le prélèvement réduirait le débit de la Garonne, ce qui aurait un effet néfaste pour la France. Casteret, grâce au soutien de Martel, réussit à collecter les fonds permettant d'acheter une quantité suffisante de fluorescéine pour mener à bien une expérience de coloration.
Le 19 juillet 1931, il part de Luchon vers le trou du Toro ; ils arrivent et attendent alors la nuit. À la tombée du jour, soixante kilos de fluorescéine sont déversés au trou du Toro par Norbert et Élisabeth Casteret, accompagnés d'Esther Casteret (mère de Norbert) et de deux amies d'Élisabeth. Le petit groupe se sépare ensuite en deux, chaque équipe surveillant une résurgence différente. À l'arrivée de l'équipe au val d'Aran quelques heures plus tard, ils découvrent la résurgence colorée en vert et prouvent ainsi la communication entre l'eau engloutie au trou du Toro et l'eau qui jaillit au Goueil de Juéou. Les eaux de la Garonne parcourent ainsi quatre kilomètres sous terre pour passer du bassin versant de la Méditerranée à celui de l'océan Atlantique. L'expérience met un terme au projet de détournement, la Garonne conservera donc son débit.

### Grotte glacée Casteret
En juin 1926, Norbert Casteret, sa femme, sa mère et son frère Marial quittent le village de Gavarnie avec pour objectif l’ascension du mont Perdu (3 353 m d'altitude), randonnée de trois ou quatre jours. Après avoir franchi la brèche de Roland, ils passent la nuit dans une grotte minuscule que les montagnards ont baptisée « abri Gaurier ». Après une nuit inconfortable, la petite caravane commence à longer les murailles sud espagnoles du pic du Casque du Marboré, lorsque Casteret aperçoit le porche d'une grotte et annulant ainsi l'ascension du mont Perdu, ils se dirigent vers la supposée grotte. Dès le porche d'une trentaine de mètres dépassé, tout le monde s'émerveille devant un décor parmi les plus étranges et les plus rares. En raison de la différence de température, une nappe de brouillard voile l'immense salle d'entrée. Ils traversent d'abord sur un lac alimenté par la fonte des glaces puis ils évoluent sur un sol entièrement gelé, piste longue de 200 m, large de 30 et constituée d'une glace si translucide qu'ils distinguent le moindre détail sur plus d'un demi-mètre de glace. Sur la gauche s'érigent des constructions de glace blanches et vertes. Plus loin, la caverne se resserre et devient un tunnel chaotique. Démunis de crampons et éclairés par l'unique bougie que Casteret a sortie de sa poche, les explorateurs frigorifiés progressent malaisément dans ce lieu mystérieux. Une cascade d'eau congelée les arrête.
Un mois plus tard, Casteret et son épouse reviennent poursuivre l'exploration. Après de pénibles reptations sur un sol glacé, la caverne reprend de belles proportions. Ils arrivent alors dans une salle où un étrange phénomène les surprend : le plafond présente une ouverture donnant non dans le noir mais dans le ciel bleu, aucune escalade n'est possible pour l'atteindre. D'autres chaos sont franchis à grand renfort de gymnastique délicate. Brusquement, une violente lumière aveugle les spéléologues. Par un porche surbaissé, ils viennent de déboucher sur le versant est du pic des Isards au milieu d'un champ de roches crevassées et percées en tous sens formant une terrasse appelée Faja Luenga. Tenant compte de l'importance de cette grotte par sa beauté et son originalité, le comité scientifique du Club alpin français décide d'attacher le nom de Casteret à cette cavité qui s'appellera désormais «grotte glacée Casteret (en)». Le roi d'Espagne, Alphonse XIII, adresse de sa main un message de félicitations aux explorateurs français qui ont découvert et révélé la grotte glacée la plus élevée du globe.
Casteret revient seulement en 1950 accompagné de ses deux filles Maud et Gilberte. Rien n'a changé ; tout est immuablement figé. La même nappe de glace, les mêmes colonnes et les mêmes minarets. Maud s'éloigne du groupe et s'engage dans une lucarne s'ouvrant au ras du sol. Glissant sans pouvoir se retenir sur le pan incliné, elle se serait écrasée dans un gouffre inconnu, si son père, alerté par ses cris ne l'avait saisie par les pieds. Casteret, intrigué que cette lucarne ait échappé aux investigations de 1926, en conclut que le niveau du lac s'est abaissé d'un bon mètre dans sa totalité. Grâce à la curiosité de Maud, un nouvel étage inférieur est découvert. Ce puits vertical d'une quinzaine de mètres donne accès à une salle elle aussi entièrement gelée. La descente s'effectue à l'échelle souple le long d'un dôme entièrement glacé qui, vu de loin, rappelle les gigantesques chutes du Niagara. Mais plus loin, la glace colmate toute issue.

### Grotte de la Cigalère et gouffre Martel
En 1932, la compagnie Union pyrénéenne électrique charge Norbert Casteret d'enquêter sur un torrent qui échappe à un projet de barrage à Sentein en Ariège, dans le cirque du Lez. La résurgence, étant située sous un éboulis impénétrable, Casteret explore les alentours et découvre le porche d'une grotte dans une falaise, qu'il baptise grotte de la Cigalère. Des explorations menées avec des membres de la compagnie électrique permettent de remonter plusieurs cascades et de découvrir une importante quantité de formations cristallines de gypse et de calcite, dont la beauté et l'abondance surprennent l'équipe. Le nombre des cascades – vingt-sept – et la température glaciale de l'eau – 2°–  rendent difficile une exploration plus lointaine qui s'arrête au pied de la vingt-sixième cascade.
Le spéléologue n'oubliant pas sa mission première déplace ses recherches vers la perte du torrent. À 2 710 mètres d'altitude, il trouve l'entrée d'un gouffre. Aidé de sa femme et de camarades, il l'explore jusqu'à une profondeur de 303 mètres, ce qui constitue en 1933 le gouffre le plus profond de France. Cet abîme, que Casteret baptise gouffre Martel, communique avec la grotte de la Cigalère. Un tunnel souterrain est creusé pour capter les eaux du gouffre Martel et permettre ainsi l'achèvement du projet de barrage.

### Gouffre d'Esparros
En 1938, un berger conduit Norbert Casteret et Germain Gattet à l'orifice du gouffre. Les deux amis équipent le gouffre et vont découvrir une des plus belles cavités de France. La caverne se constitue d'un complexe de galeries et de couloirs entrecoupés de chatières et, après avoir passé une chatière en « trou de canon », ils découvrent des galeries et des salles concrétionnées (excentriques en aragonite, en colonne…), ainsi que des concrétions sublimes telles que les lilas Blancs, volumineuses floraisons scintillantes qui pendent au plafond et ressemblent étrangement à ces oléacées. Ces gerbes de fleurs minérales sont composées de touffes d'aiguilles d'aragonite extraordinairement fines, fragiles et d'une pureté absolue. Le fond sous-marin : dans une alcôve, des grappes d'aiguilles recouvrent le plafond, ainsi que les parois et le sol comme des amoncellement de coraux. La colline des fleurs : un parterre de fleurs d'aragonite, décoré de pompons blancs et de bouquets. Les marteaux-pilons : deux rangées de concrétions tronquées et massives, l'une posée sur le sol, l'autre accrochée à la voûte, rappelant la puissante machine de forge. La salle du lac : colossale cathédrale enfouie à 140 m de profondeur, le point le plus bas du gouffre. Avec des clochers, des autels de pierre, des statues aux silhouettes fantastiques. Le lac au corbeilles : une eau limpide dont la surface ondule chaque fois qu'une goutte tombe de la muraille, des oriflammes, des centaines de stalactites fines et fragiles comme du verre et des corbeilles festonnées.  
À partir de 1995, un tunnel artificiel permet d'accéder directement au niveau inférieur du gouffre, dans les galeries horizontales qui abritent les cristallisations d'aragonite. Cet aménagement permet une exploitation touristique du site, compatible avec sa protection.

### Grotte de Labastide
En avril 1930, Norbert Casteret se rend à bicyclette au petit village de Labastide afin d'y explorer une grotte. Une fois entré dans la grotte et après de pénibles reptations dans des laminoirs, il se heurte à une poche de gaz carbonique. Une fois dehors, il se dirige vers une autre grotte se trouvant deux-cents mètres plus loin, qu'on lui a indiquée. Après une déambulation de plus de 300 m, il arrive dans un vestibule et découvre alors une gravure de lion grandeur nature, des bisons et des chevaux formant une frise. Épuisé mais ravi, il rentre et revient le lendemain accompagné de son épouse. Ils découvrent de multiples gravures : lion, chevaux, bison, outarde (fort rare dans l'art magdalénien). Élisabeth Casteret découvre un masque de sorcier. Au retour, Norbert Casteret découvre un cheval rouge polychrome peint et gravé sur un imposant rocher, lequel provoquera l'admiration de l'abbé Breuil qui déclara que c'était là un des plus beaux chevaux de la Préhistoire qu'il ait jamais vu. Les peintures de la grotte du lion rugissant sont âgées de −15 000 ans. Des fouilles y sont effectuées et ils découvrent de multiples vestiges préhistoriques.

### La grotte Casteret

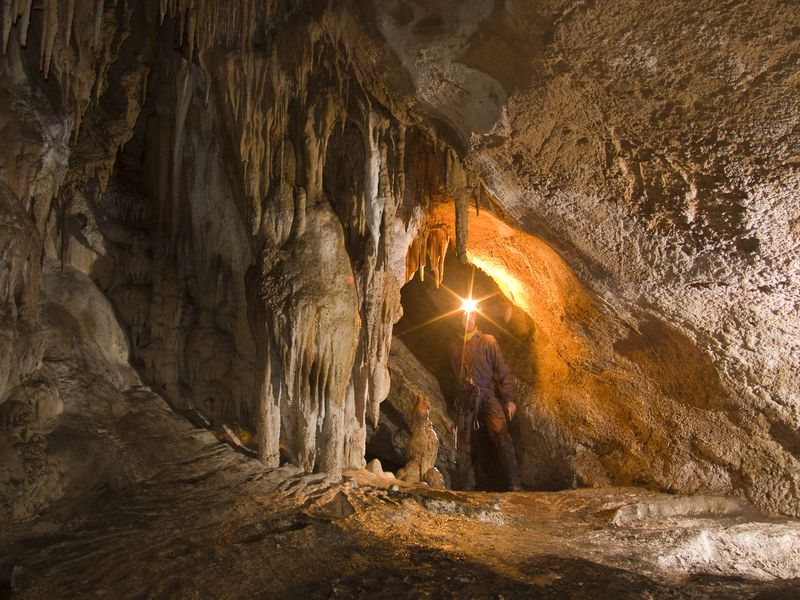
Vue de la grotte.

Elle se situe en Crimée dans la massif karstique de Qarabiy yayla, la grotte mesure 67 mètres de profondeur et 190 mètres de longueur.

## Responsabilités et postérité
- Le 18 mars 1930, Norbert Casteret participe à l'assemblée constitutive du Spéléo-club de France, ancêtre de la Fédération française de spéléologie.
- Il est élu mainteneur de l'Académie des Jeux floraux en 1937. Il fut également président de l'Académie Julien Sacaze.
- Le 18 septembre 2000, un timbre à l'effigie de Norbert Casteret est émis par La Poste dans le cadre de l'émission annuelle des timbres consacrés aux personnages célèbres[6].
- Dans le Caucase, le nom de Tusse Casteret a été donné à un sommet d'environ 3 905 m situé dans la branche est du pic Ortzrefi, vis-à-vis et au sud du sommet du Kazeb.
- Le groupe Scout-Unitaire-de-France de Saint-Gaudens, créé dans les années 70'et toujours en activité, est nommé Groupe Norbert Casteret en son honneur.
- Norbert Casteret est devenu le nom du collège de Puyguillen à Ruelle-sur-Touvre[7].
- Élisabeth et Norbert Casteret est le nom d'un lycée de Saint-Gaudens.

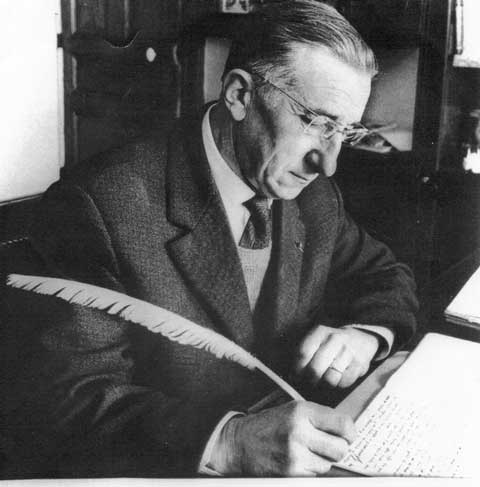
Norbert Casteret en 1967.

## Distinctions
- Commandeur de la Légion d'honneur (1974)
- Commandeur de l'ordre national du Mérite
- Croix de guerre 1914–1918
- Commandeur de l'ordre des Palmes académiques
- Croix du combattant volontaire 1914–1918
- Médaille commémorative de la guerre 1914–1918
- Médaille commémorative de la bataille de Verdun
- Médaille d'or de l'Education Physique et des Sports

### Prix
- Médaille de Champion des Pyrénées de course à pied (1915).
- Médaille du Club alpin français.
- Champion des Pyrénées de saut à ski (15 janvier 1922).
- Médaille de l'Académie des sciences, inscriptions et belles-lettres de Toulouse (1923).
- Médaille  d'or de l'Académie des sports (1923).
- Médaille de la Fédération d'économie montagnarde.
- Médaille du Club alpin français (explorations souterraines).
- Médaille du Touring club de France.
- Médaille de Penalara (Espagne) (1923).
- Prix Montyon de l’Académie française (1934) pour Dix ans sous terre.
- Médaille d'argent de la Société nationale d'acclimatation (1938 et 1952).
- Prix Eugène Carrière de l’Académie française (1941) pour Mes Cavernes.
- Prix du Docteur-Binet-Sanglé de l’Académie française (1959) pour l'ensemble de ses ouvrages.

## Publications
- Dix ans sous terre, Perrin, 1933.
- Au fond des gouffres, Perrin, 1936.
- Mes cavernes, Perrin, 1940.
- En rampant, Perrin, 1943.
- Martel, explorateur du monde souterrain, Gallimard, 1943.
- Paysages souterrains [album], Arthaud, 1943.
- La Terre ardente [roman d'aventures], Didier, 1945.
- Une vie de chauve-souris [roman], Didier, 1945. Rééd. sous le titre Mémoires d'une chauve-souris, Perrin, 1961.
- La Longue Course [roman sportif], Didier, 1946.
- Histoires au-dessous de tout [anecdotes spéléologiques], Didier, 1947. Rééd. Denoël, 1979.
- Exploration, Perrin, 1949.
- Ce que j'ai vu sous terre [album], Arthaud, 1949.
- Profondeurs, Perrin, 1949.
- Ténèbres, Perrin, 1952.
- Dans les glaces souterraines les plus élevées du monde [album], Perrin, 1953.
- Trente ans sous terre, Perrin, 1954.
- Sondeurs d'abîmes, Perrin, 1955.
- Au pays des eaux folles, Perrin, 1958.
- L'Appel des gouffres, Perrin, 1959.
- Ma vie souterraine, Flammarion, 1961. Rééd. Rombaldi, 1966.
- Aventures sous terre, Perrin, 3 volumes : vol. 1, Flambeau au poing, 1961 ; vol. 2, Abîmes et cavernes, 1961 ; vol. 3, Profondeurs, 1962.
- Secrets et merveilles du monde souterrain, Perrin, 1966.
- La Montagne creuse [roman], Gérard, 1962.
- Les Cailloux du Petit Poucet [souvenirs], Perrin, 1963.
- Mission centre terre [roman], Perrin, 1964.
- Un demi-siècle sous terre [extraits réédités], Éditions G.P., 1965.
- Muta, fille des cavernes [roman préhistorique], Perrin, 1965.
- Dans la nuit des temps [roman préhistorique], Perrin, 1966.
- Les Pierres qui parlent [vulgarisation géologique], Perrin, 1967.
- Ma spéléologie de A à Z, Perrin, 1968.
- Dans la nuit des cavernes [récits imaginaires], Nathan, 1970.
- Les Grandes Heures de la spéléologie, Perrin, 1973.
- Aventures sous terre [extraits réédités], Gallimard, 1975.
- Sous terre, no 2, Marabout Junior.
- La Grotte tabou récits imaginaires, Perrin, 1982.
- Norbert Casteret raconte, Éditions Privat, 1984.